# سيباستيان فرنسيس
سيباستيان فرنسيس (بالملايوية: Sebastian Francis)‏ هو كاهن كاثوليكي ماليزي، ولد في 11 نوفمبر 1951 في جوهر بهرو في ماليزيا.